# Александрочкін Юрій Михайлович
Юрій Михайлович Александрочкін (нар. 28 січня 1937 м. Сталінград, нині Волгоград, РФ — 29 травня 2008, м. Суми) — український живописець, художник Сумського обласного українського музично-драматичного театру імені М. С. Щепкіна, Сумської художньо-виробничої майстерні Художнього фонду України (1965—1998 рр.), член НСХУ (1974).

## Навчання
Ю. Александрочкін навчався в Краснодарському художньому училищі.
В 1964 році закінчив факультет живопису театрально-декоративного відділу Харківського художнього інституту (1964, майстерня Бориса Косарєва).

## Творчість
Працював художником-постановником Сумського обласного українського музично-драматичного театру імені М. С. Щепкіна в 1964—1966 роках, художником Сумської художньо-виробничої майстерні Художнього фонду України (1965—1998 рр.).
Від 1998 року — на пенсії. Жив і працював в 1964—2008 роках в місті Суми.

### Твори
Основні жанри живопису Ю.Александрочкіна — пейзаж і натюрморт. Невибагливість мотиву компенсується ретельно розробленою колорист. гамою. Також створював символічні композиції.

#### Картини
- Графіка —серія «Партизани Сумщини», «Розвідники», «Командир роти автоматників» (усі — 1973);
- Живопис — «Партизани Сумщини» (1975), «Після бою» (1979), «Три богатирі (С. Ковпак, С. Руднєв, Г. Базима під час партизанського рейду)» (1983), «Перший трактор» (1984), «Степ» [Архівовано 16 червня 2021 у Wayback Machine.] (1987), «Ліс» [Архівовано 16 червня 2021 у Wayback Machine.] (1987), «Наближення осені» (1991), «Тихий вечір» (1999).

#### Роботи в театрі
«Фауст і смерть» О. Левади (ескіз декорацій, 1972 р.), «Людина живе тільки раз» В. Маклакова (декорації, 1974); вистави: «Тополенька моя у червоній хустинці» Ч. Айтматова, «Снігова королева» Є. Шварца (обидві — 1965), «Зачарований вітряк» М. Стельмаха (1966), «Назар Стодоля» Т. Шевченка (1973), «Передвісники» А. Шияна і Ю. Збанацького (1974), «Зірки на ранковому небі» О. Галіна (1986).
Твори зберігаються в Сумському художньому музеї імені Никанора Онацького, Курській картинній галереї, Музеї Лесі Українки (м. Ковель Волинської обл.), Путивльському краєзнавчому музеї (діарами), картинних галереях м. Враца (Болгарія), м. Целле.

### Виставки
Брав участь у всесоюзних (1983), всеукраїнських (1971—1974, 1984 рр.), зарубіжних (1991, 1999, м. Целле, Німеччина) виставках.
Персональна виставка в 1997 році у Сумах.

## Родина
- Син: Олександр Александрочкін (нар. 1967)[3].

## Смерть
Помер Ю. Александрочкін 29 травня 2008 року на 72-му році життя. Похований на Західному кладовищі в Одесі.